# キャムマックス
キャムマックスは、株式会社キャムがクラウド／SaaSとして提供している中小企業のためのERPシステムである。
販売管理、購買管理、EC管理、店舗管理、生産管理、在庫・倉庫管理、財務・会計など、製造業、卸売業、小売業における基幹業務を一元管理することができる。
事業者のバックオフィス業務をフルカバーするERPシステムであり、標準機能と外部サービスとの連携によってカスタイマイズすることなく実運用に耐え得る点が特徴である。

## 拡張された機能
- 2021年11月 多通貨対応[2]
- 2023年10月 生産管理機能が追加[3]

## サービスのスピンアウト
- 2021年　「キャムマックス For LINEN」をリリース[4]
- 2024年 「キャムマックス 発注Web-EDI」をリリース[5]

## サービスの変遷
- 1999年 オンプレミス型ERP「CAM MACS」リリース
- 2008年 クラウド型ERP「CAM MACS」リリース
- 2018年 スタートアップ向け「CAM MACS Lite」リリース
- 2020年 「CAM MACS」から「キャムマックス」へプロダクトを統合・機能をリニューアルしてリリース